# (37190) 2000 WC63
(37190) 2000 WC63 est un astéroïde de la ceinture principale d'astéroïdes découvert en 2000.

## Description
(37190) 2000 WC63 a été découvert le 28 novembre 2000 à l'observatoire de Fountain Hills, une localité du comté de Maricopa en Arizona (États-Unis), par Charles W. Juels.

### Caractéristiques orbitales
L'orbite de cet astéroïde est caractérisée par un demi-grand axe de 2,45 ua, un périhélie de 1,89 ua, une excentricité de 0,23 et une inclinaison de 24,81° par rapport à l'écliptique. Du fait de ces caractéristiques, à savoir un demi-grand axe compris entre 2 et 3,2 ua et un périhélie supérieur à 1,666 ua, il est classé, selon la JPL Small-Body Database, comme objet de la ceinture principale d'astéroïdes.

### Caractéristiques physiques
(37190) 2000 WC63 a une magnitude absolue (H) de 14,3 et un albédo estimé à 0,164.